# Nops flutillus
Nops flutillus är en spindelart som beskrevs av Arthur M. Chickering 1967. Nops flutillus ingår i släktet Nops och familjen Caponiidae.
Artens utbredningsområde är Curaçao. Inga underarter finns listade i Catalogue of Life.